# Enrica Soma
Pour les articles homonymes, voir Soma.
Enrica Soma (9 mai 1929 - 29 janvier 1969) est un mannequin et une première danseuse américaine. Elle a également été l'épouse du réalisateur John Huston et la mère de l'actrice Anjelica Huston. 

## Vie personnelle
Enrica Soma est née à Manhattan, New York, fille de parents immigrés italiens, Antonio Angelo "Tony" Soma, un entrepreneur, et Angélique (née Fantoni; 1891-1933), une actrice qui aspirait à devenir chanteuse. Enrica Soma était connue par son surnom "Ricki". Son père dirigeait le célèbre restaurant Tony's Wife de Manhattan. Enrica Soma avait un frère, Philip, et des demi-frères et sœur Linda, Fraser et Tony Jr,,,.

## Carrière
C'est par son père qu'Enrica Soma a été introduite dans l'industrie du divertissement, où celui-ci avait des contacts grâce à son restaurant. Elle a étudié le ballet avec George Balanchine et rejoint son entreprise en tant que danseuse principale. Elle est apparue en tant que modèle en Une du magazine Life, le 9 juin 1947, à l'âge de 18 ans. Elle a beaucoup travaillé avec Philippe Halsman,,,. 
Le réalisateur John Huston ayant vu la photo d'Enrica Soma, commença à la courtiser. Elle est devenue sa quatrième épouse en 1950, quand elle était enceinte de leur premier enfant, Walter Antony Huston. Leur deuxième enfant est l'actrice Anjelica Huston. Il a été révélé plus tard que, bien que mariée à Huston, Enrica Soma a eu une liaison avec John Julius Norwich donnant naissance à Allegra Huston,. 

## Mort
Enrica Soma est décédée le 29 janvier 1969 dans un accident de voiture à Dijon en France. Elle avait 39 ans.